# Kemperi

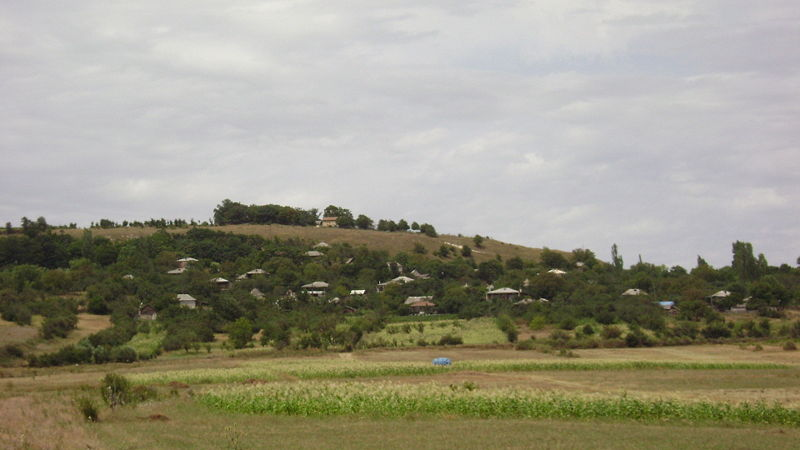
Pueblo Kemperi

Kemperi — es un pueblo de Distrito de Jashuri en Georgia. Altura sobre el nivel del mar de 800 metros. Población - 350 habitantes (2014)